# 리치 무어

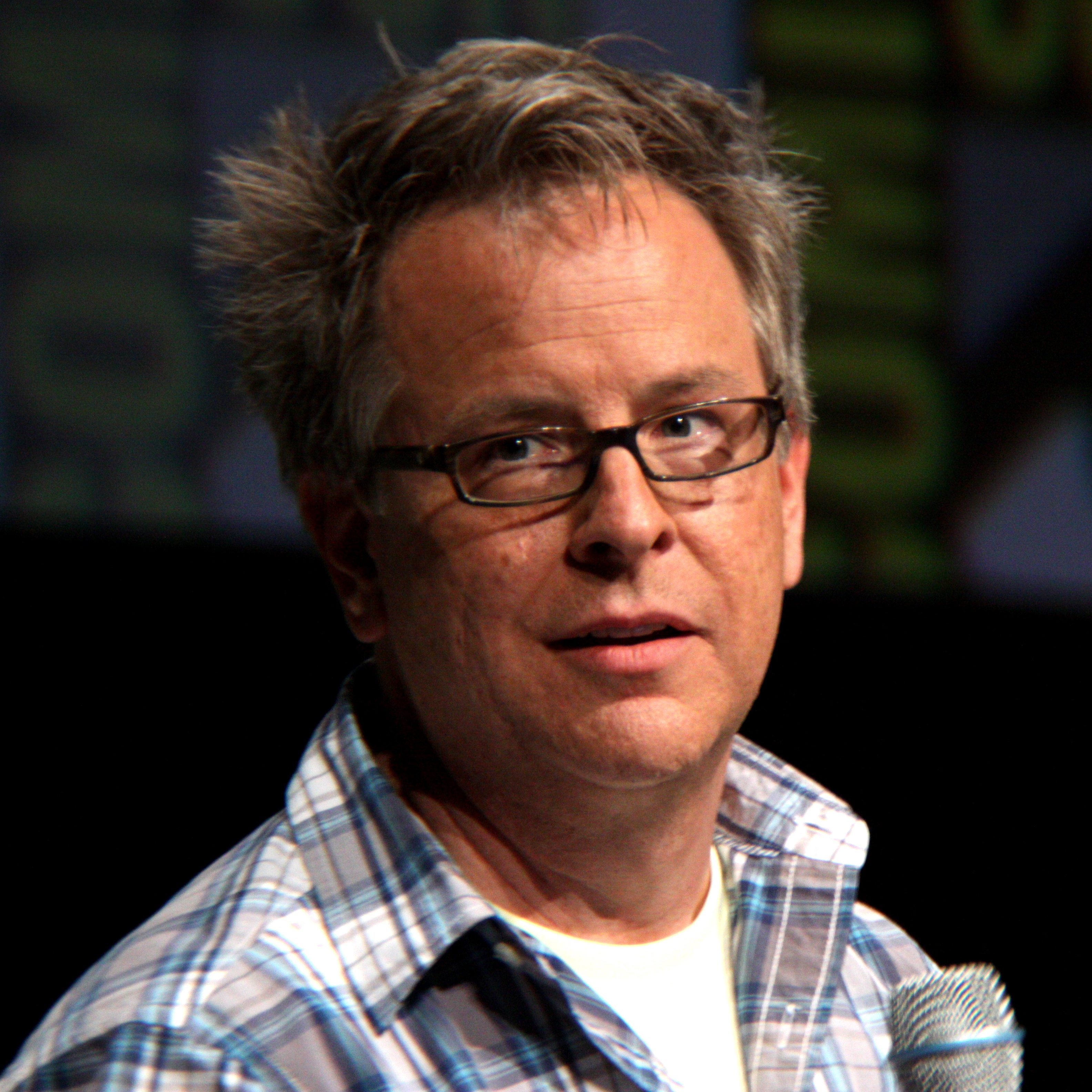
리치 무어

리치 무어(Rich Moore, 1963년 5월 10일 ~ )은 미국의 영화 감독이다.